# Menesia georgiana
Menesia georgiana es una especie de escarabajo longicornio del género Menesia, categorizada en la tribu Saperdini, de la subfamilia Lamiinae. Fue descrita por Thomson en 1879.

## Descripción
Mide 8,5 mm de longitud.

## Distribución
Se distribuye por Malasia.